# Atentatul din München (2016)
Atentatul din München se referă la un schimb de focuri ce a avut loc pe 22 iulie 2016 în apropierea mall-ului Olympia din München. Inițial, se credea că sunt 3 atacatori, mai târziu însă poliția a găsit doar un atacator, un germano-iranian de 18 ani, care s-ar fi împușcat în cap. Acesta ar fi împușcat alte 10 persoane și rănit peste 22 persoane. Printre răniți s-ar afla și un român.  
Motivul atacului ar fi fost că tânărul era psihic bolnav și dependent de niște jocuri video violente. Potrivit polițiștilor, acesta nu deținea arma legal și o cumpărase de pe Darknet. 